# Undergraduate Research Opportunities Programme
Durch das Undergraduate Research Opportunities Programme (kurz UROP) sollen Bachelor-Studenten früh an eigene Forschungsaktivitäten herangeführt werden. Das Programm wird von vielen Universitäten in den USA, darunter das Massachusetts Institute of Technology oder der University of California, Irvine angeboten. 
In Europa bieten das Imperial College London und die RWTH Aachen UROP-Programme für Studierende in den ersten Studienjahren an. Dabei sollen insbesondere durch ausländische Studierende aus Kanada oder den USA Forschungskontakte zu Bildungs- und Forschungseinrichtungen in Nordamerika geknüpft werden.
An der ETH Zürich wurde die Idee des UROP-Programms in studentischer Initiative übernommen und die Webplattform SiROP zur hochschul- und grenzüberschreitenden Vermittlung von wissenschaftlichen Projekten eingerichtet.